# 555 aC

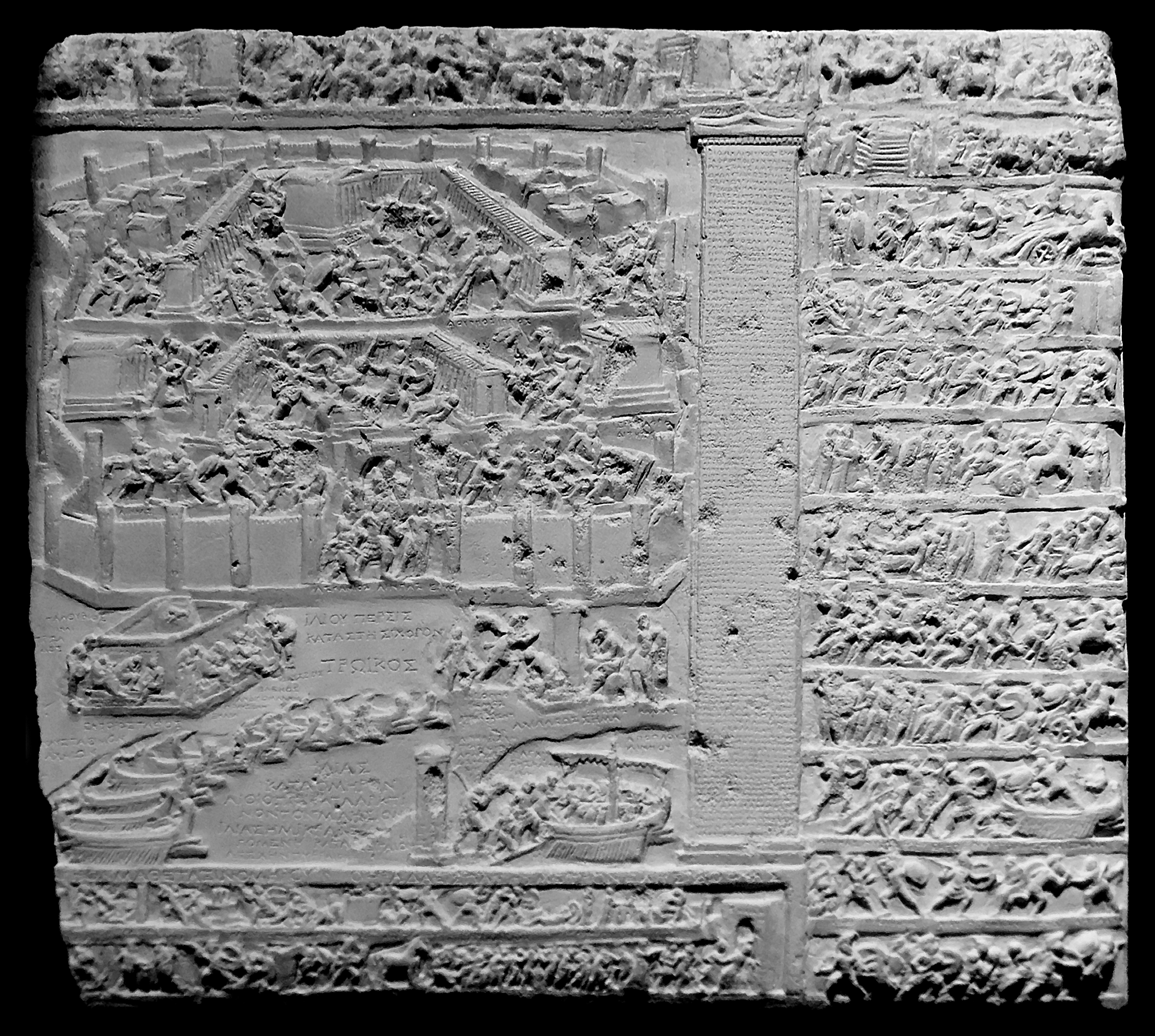
Escena de la Tabula Iliaca que porta la inscripció "Saqueig de Troia segons Stesichorus" conservada als Museus Capitolins

L'any 555 aC es un any del calendari gregorià. En l'Imperi Romà havia estat conegut com l'any 199 Ab urbe condita. La denominació de 555 aC per aquest any ha estat utilitzada des de principis de l'edat mitjana, quan es va establir l'era del calendari de l'Anno Domini per denominar els anys.

## Esdeveniments

### Proper orient
- 9 de setembre: Els assiris envaeixen Israel.[1]

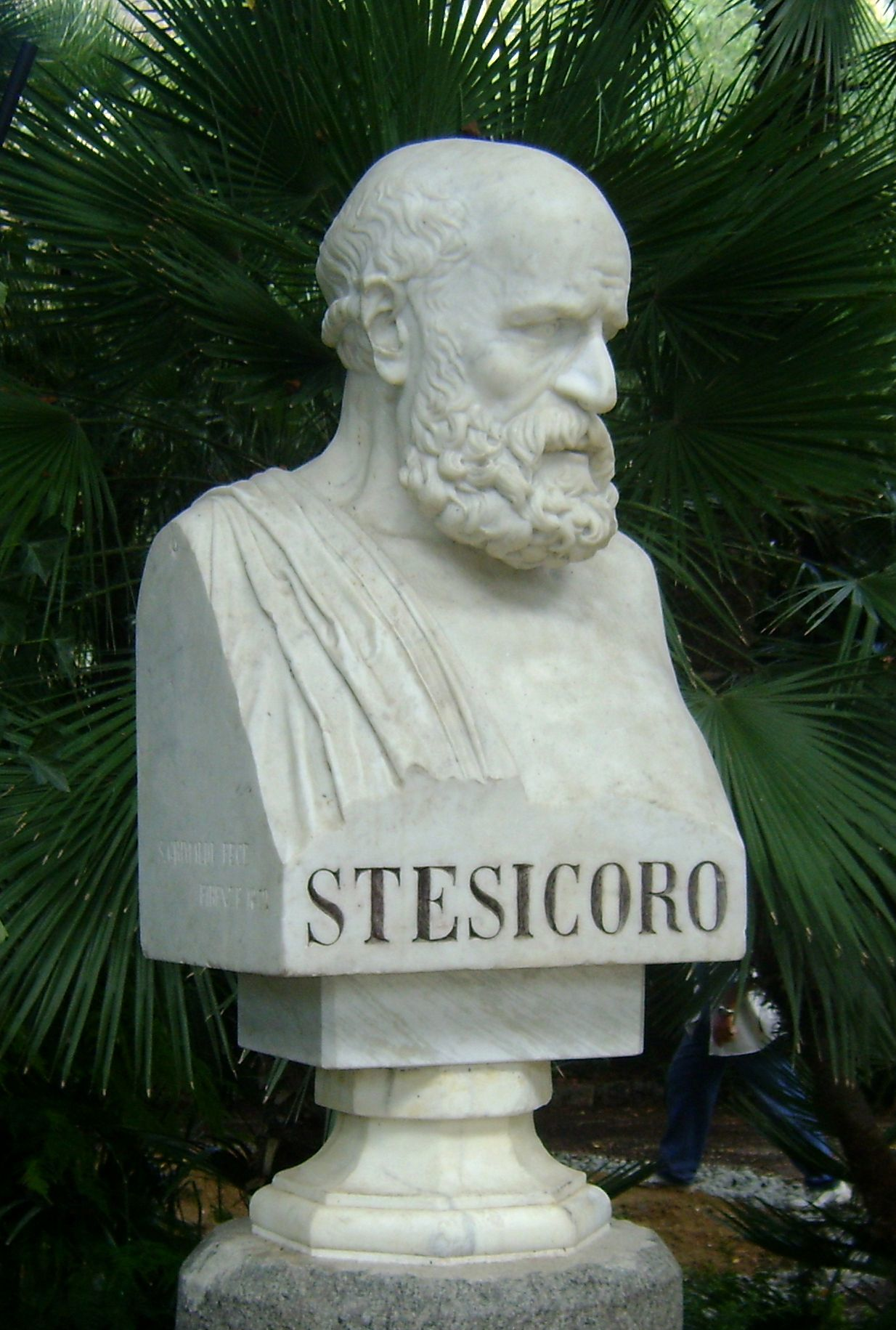
Bust d'Estesícor als jardins Bellini de Catània

## Necrològiques
- Estesícor, poeta líric de l'antiga Grècia nadiu de Metaurum, Magna Grècia[2] mor a Katane (actual Catània).[3][4][5][6]